# Пам'ятник літері «ё»

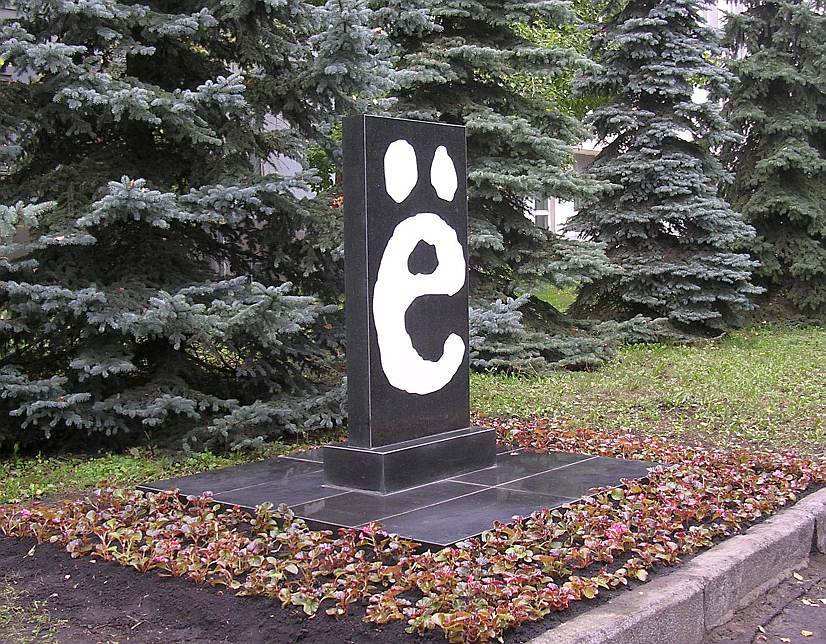
Пам'ятник в день відкриття

Пам'ятник літері «ё» — пам'ятник, встановлений в Ульяновську, РФ. Відкритий 4 вересня 2005 року, а 3 листопада 2005 року був встановлений сучасний пам'ятник.

## Історія створення пам'ятника
Ідея встановити пам'ятник букві «ё» в Ульяновську виникла в 1997 році, коли відзначалося 200-річчя появи даної літери у пресі.
У 2001 році місто оголосило конкурс на кращий проект пам'ятника з розрахунком встановити його на честь 205-річчя застосування літери. Переможцем конкурсу став один із ініціаторів встановлення пам'ятника — місцевий художник Олександр Зінін.
Його проект зображав гранітну стелу з втиснутою буквою «ё» у вигляді збільшеної копії літери, надрукованої в слові «сльози» (рос. слёзы) на сторінці 176 в альманасі «Аоніди» в 1797 році. Відкриття пам'ятника було приурочено до 160-річчя встановлення в Ульяновську пам'ятника М. М. Карамзіну — видавцеві альманаху «Аоніди».
Пам'ятник був відкритий 4 вересня 2005 року на бульварі «Вінець» біля обласної наукової бібліотеки. До призначеного часу відкриття скульптор не отримав замовлений червоний граніт, тож довелося замовити в компанії ритуальних послуг тимчасовий пам'ятник, виготовлений із чорного граніту.
3 листопада 2005 року пам'ятник був виготовлений з червоного граніту і зайняв своє місце згідно з початковим задумом. Трикутну призму виготовила Ульяновська філія «Військово-Меморіальної Компанії». Висота пам'ятника 2,05 метра. Маса — понад 3 тонни.

## Пам'ятник у мистецтві
Пам'ятник літері «ё» був згаданий в серії про Ульяновськ в циклі мультфільмів Мульти-Росія і в дитячій програмі «В гостях у Діда-краєзнавця» телеканалу «Карусель».